# نژادهای اردک
این فهرستی از نژادهای مرغابی اهلی است که به‌طور رسمی در سطح ملی یا بین‌المللی به رسمیت شناخته شده‌اند.
اکثر نژادهای مرغابی از مرغابی سرسبز (نام علمی: Anas platyrhynchos) منشأ گرفته‌اند، در حالی که بخش کوچکی از آن‌ها نوادگان مرغابی موسکووی (نام علمی: Cairina moschata) می‌باشند. نژادهای اردک معمولاً توسط نهادهای ملی، مانند وزارت کشاورزی، به‌طور رسمی شناسایی و توصیف می‌شوند. در برخی کشورها این نژادها ممکن است توسط گروهی از علاقه‌مندان یا انجمن‌های پرورش‌دهندگان نیز به رسمیت شناخته شوند که معمولاً استاندارد نژاد را نیز تدوین می‌کنند. از جمله این نهادها می‌توان به موارد زیر اشاره کرد:
- انجمن ماکیان آمریکا در آمریکا
- انجمن ماکیان بریتانیای کبیر
- اتحادیه اروپایی پرورش طیور و خرگوش‌ها در اروپا[۲]
- استانداردهای ماکیان استرالیا[۳]

## فهرست

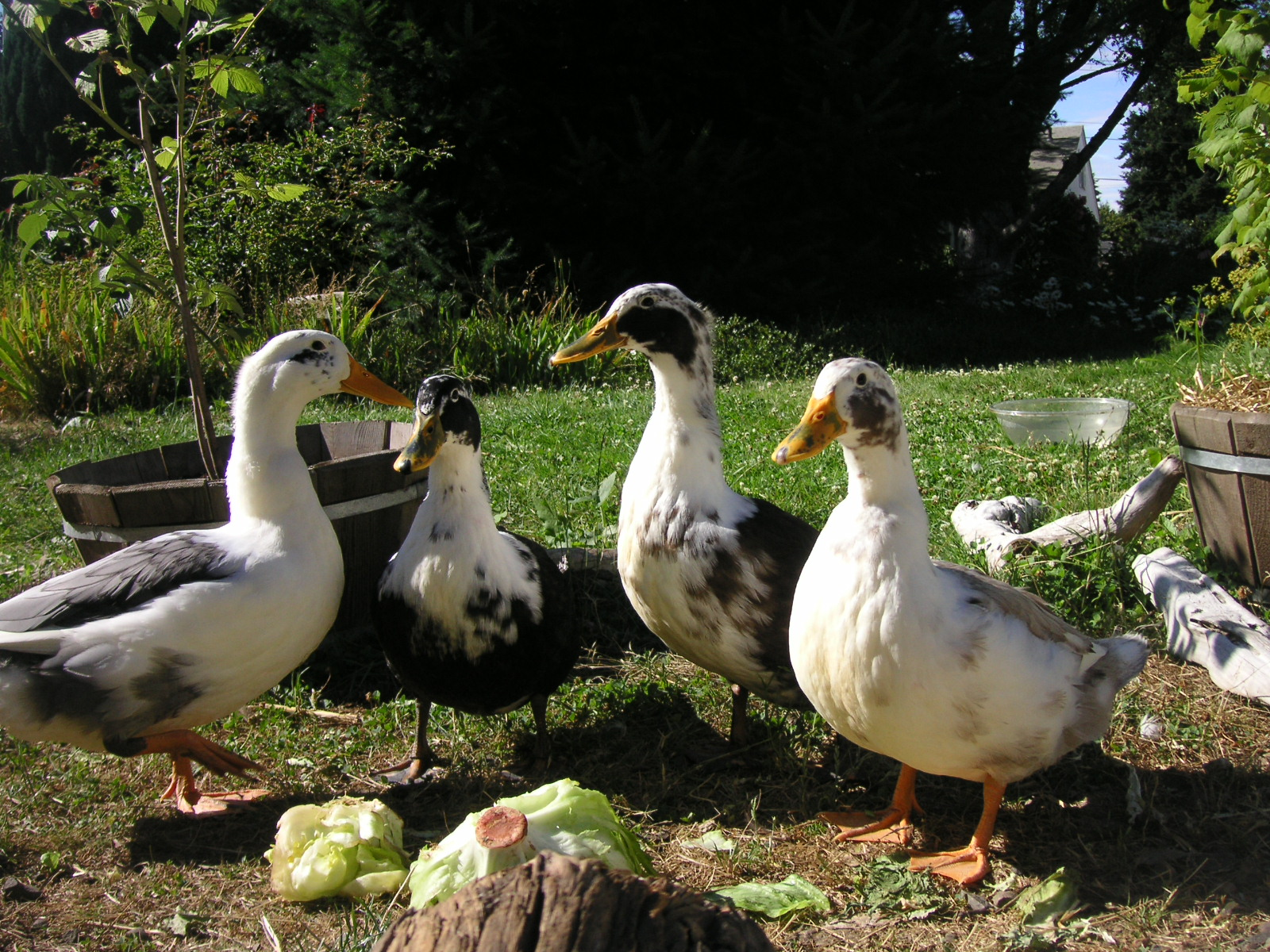
چهار اردک آناکونا

- اردک آناکونا
- اردک آیلزبری
- مرغابی آباکوت رنجر
- مرغابی آفریقایی
- مرغابی آلیه
- اردک الیزابت
- اردک اورپینگتون
- مرغابی سفید
- اردک بالی
- اردک بلکینگه
- مرغابی کایوگا
- اردک کاکل‌دار
- اردک خاکی کمبل
- اردک دونده هندی
- اردک زاغی
- اردک پامرانین
- مرغابی پکنی آلمانی
- مرغابی مولارد
- مرغابی مسکوی
- مرغابی روئن
- مرغابی هند شرقی
- اردک هارلکین ولزی